# Dickschnabel-Sturmvogel
Der Dickschnabel-Sturmvogel (Pachyptila crassirostris) ist eine Art aus der Familie der Sturmvögel. Es handelt sich um einen eher kleinen Vertreter dieser Familie, der nur in der Region der südlichen Ozeane beobachtet werden kann. Es werden zwei Unterarten unterschieden. 
Die IUCN stuft den Dickschnabel-Sturmvogel als  (=least concern - nicht gefährdet), da das Verbreitungsgebiet dieser Art sehr groß ist und die Populationszahlen stabil zu sein scheinen. Der weltweite Bestand wird auf 150.000 bis 300.000 geschlechtsreife Individuen geschätzt.

## Erscheinungsbild
Der Dickschnabel-Sturmvogel erreicht eine Körperlänge von 24 bis 28 Zentimeter. Die Flügellänge beträgt zwischen 15,6 und 19 Zentimeter und die Flügelspannweite 60 Zentimeter. Dickschnabel-Sturmvögel wiegen zwischen 102 und 185 Gramm. Männchen sind tendenziell etwas größer als die Weibchen.
Verglichen mit anderen Vertretern aus der Gattung der Walvögel ist der Dickschnabel-Sturmvogel verhältnismäßig blass gefiedert. die Körperoberseite ist ein blasses blaugrau. Über die Flügel verläuft wie bei allen anderen Walvögeln ein auffälliges, schwarzgraues „M“. Der Dickschnabel-Sturmvogel weist außerdem eine sehr breite schwarze Schwanzbinde auf. Ein dunkelgrauer Augenstreif verläuft durch das blassgraue Gesicht. Die Gesichtszeichnung ist aber durch diese dunkle Färbung insgesamt weniger auffällig als dies bei anderen Walvögeln der Fall ist. Die Körperunterseite ist weiß mit blassbraunen Brustseiten. Jungvögel unterscheiden sich in ihrem Federkleid nicht von den adulten Vögeln.
Verwechslungsmöglichkeiten bestehen mit den anderen Arten aus der Gattung der Walvögel. Besonders ausgeprägt ist die Ähnlichkeit mit dem Feensturmvogel.

## Verbreitungsgebiet
Der Dickschnabel-Sturmvogel brütet auf den Snaresinseln, auf Heard, den Auckland Islands, den Bountyinseln und den Chatham-Inseln. Die genauen Grenzen des Verbreitungsgebietes außerhalb der Fortpflanzungszeit sind unbekannt, der Dickschnabel-Sturmvogel scheint sich jedoch überwiegend in den Breiten seines Brutinseln aufzuhalten. Er wurde allerdings auch schon vor der südöstlichen Küste Australiens und vor der Küste Südafrikas beobachtet.

## Lebensweise
Der Dickschnabel-Sturmvogel frisst überwiegend kleine Krustentiere und hält sich während der Nahrungssuche in Küstennähe auf. Er ist gewöhnlich sowohl auf hoher See als auch an Land in Schwärmen zu beobachten. Es handelt sich um monogame Vögel mit einer langjährigen Paarbindung. 
Der Dickschnabel-Sturmvogel brütet in Felsspalten, in Höhlen, in Höhlungen in Geröllhalden und unter Felsbrocken. Die eigentliche Nistmulde ist mit Federn und anderem Material ausgelegt. Meist brüten Dickschnabel-Sturmvögel in dichten Kolonien, die häufig in der Nähe von Albatros-Kolonien liegen. Das Gelege besteht aus einem einzelnen Ei. Dieses ist weißschalig. Die Legezeit fällt in den Oktober und November. Auf den Bountyinseln schlüpfen die Küken in der Regel von Mitte bis Ende Dezember. Es liegen bislang keine Untersuchungen vor, in welchem Alter die Jungvögel flügge werden. Es wird pro Jahr nur ein Gelege groß gezogen und beide Elternvögel sind an der Brut und der Versorgung des Jungvogels beteiligt.

## Innere Systematik
Es werden zwei Unterarten unterschieden:
- Die Nominatform Pachytila crassirostris crassirostris brütet auf den Chatham-Inseln, den Snaresinseln und den Bountyinseln.
- Die Unterart Pachytila crassirostris eatoni brütet auf Heard und den Auckland Islands. Die Unterart ist etwas kleiner als die Nominatform und hat einen etwas schmäleren Schnabel.

Eine dritte Unterart Pachytila crassirostris pyramidalis wird gelegentlich in der Literatur erwähnt, wird aber im Allgemeinen nicht anerkannt.

## Belege

### Einzelbelege
1. ↑   BirdLife Factsheet zum Dickschnabel-Sturmvogel, aufgerufen am 13. Dezember 2010
2. ↑   Shirihai, S. 180
3. ↑   Shirihai, S. 180
4. ↑   Shirihai, S. 181

### Weblink
- Pachyptila crassirostris in der Roten Liste gefährdeter Arten der IUCN 2013.1. Eingestellt von: BirdLife International, 2012. Abgerufen am 7. November 2013.